# Chaenostoma decipiens
Chaenostoma decipiens är en flenörtsväxtart som först beskrevs av Olive Mary Hilliard, och fick sitt nu gällande namn av Kornhall. Chaenostoma decipiens ingår i släktet Chaenostoma och familjen flenörtsväxter. Inga underarter finns listade i Catalogue of Life.